# Paolo Borsellino

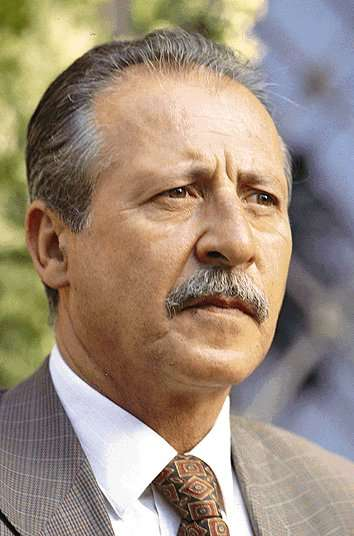
Paolo Borsellino

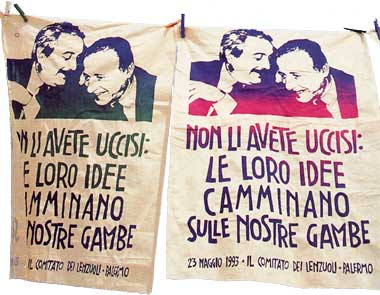
Falcone (l.) und Borsellino (r.) auf Demonstrationsbannern: „Ihr habt sie nicht ermordet, ihre Ideen gehen auf unseren Beinen (weiter).“

Paolo Borsellino (* 19. Januar 1940 in Palermo; † 19. Juli 1992 ebenda) war ein italienischer Richter und aktiv im Kampf gegen die Cosa Nostra.

## Leben

### Jugend

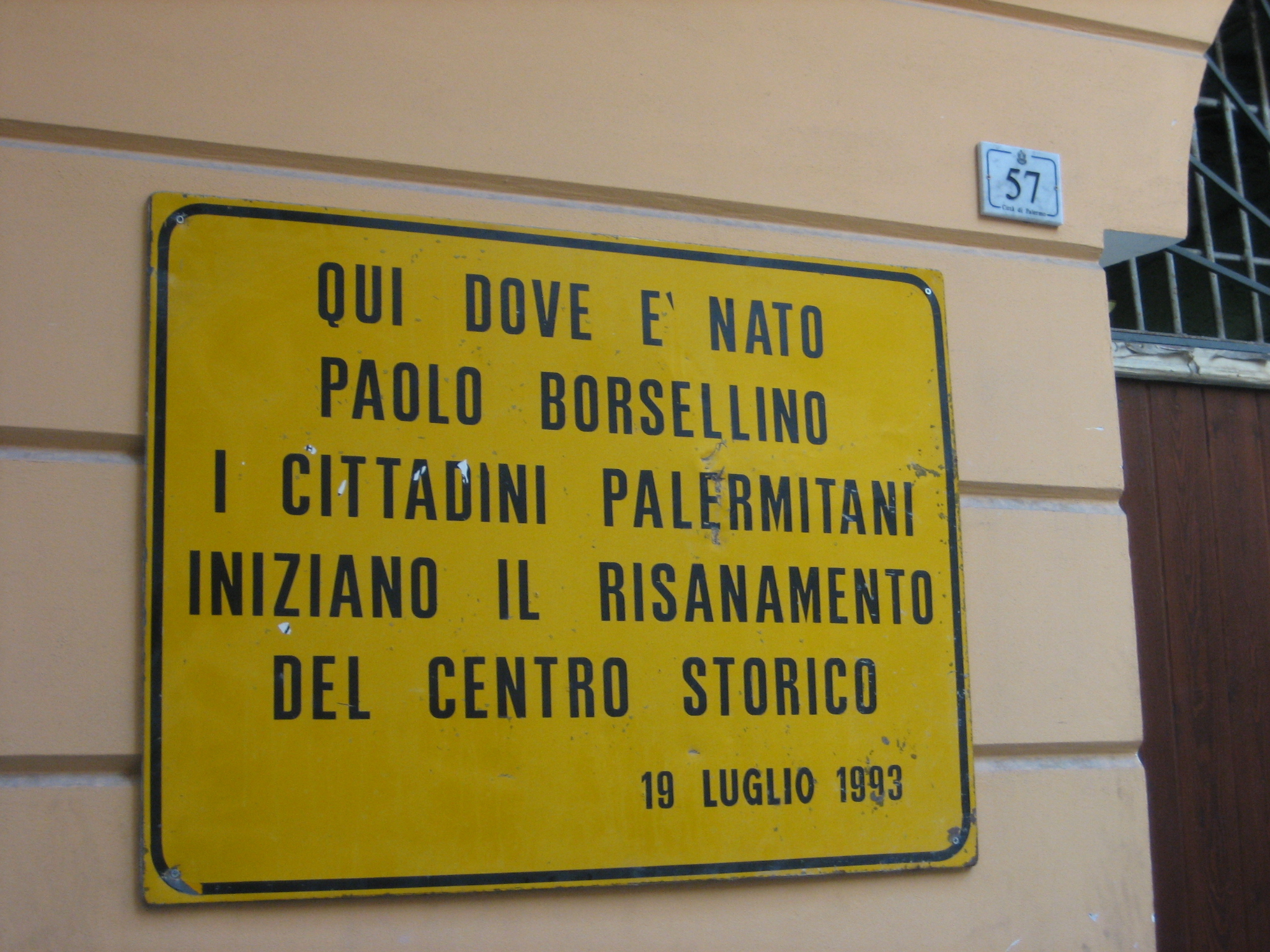
Inschrift in Palermo: Hier wurde Paolo Borsellino geboren

Borsellino wurde im Armenviertel La Kalsa in Palermo geboren, wo unter anderem auch Giovanni Falcone und Tommaso Buscetta lebten. Er hatte fünf Geschwister. Nach dem Besuch des liceo classico Meli, eines humanistischen Gymnasiums, schrieb sich Borsellino an der Universität Palermo für ein Studium der Rechtswissenschaften ein. Am 27. Juni 1962, wenige Tage nach Abschluss seines Studiums, starb sein Vater Diego. Borsellino führte dessen Apotheke weiter, bis seine Schwester Rita ihr Studium in Arzneimittelkunde beendet hatte.

### Richterkarriere
1963 wurde Borsellino Mitglied der Justizbehörde von Palermo, 1965 Auditor am Zivilgericht von Enna. 1967 wurde er Amtsrichter in Mazara del Vallo, dort heiratete er auch im Jahr 1968 und wechselte 1969 nach Monreale, wo er mit dem Hauptmann der Carabinieri, Emanuele Basile, zusammenarbeitete. 1975 wurde er wieder nach Palermo versetzt und im Juli trat er ins „ufficio istruzione affari penali“ (etwa: Amt für Untersuchung von Strafsachen) unter der Leitung des Richters am Obersten Richterrat Rocco Chinnici ein.
1980 wurden die ersten sechs Mafiosi dank der von ihm und Emanuele Basile geführten Untersuchungen verhaftet. Noch im Mai desselben Jahres wurde Basile ermordet, dies hatte zur Folge, dass Borsellino und seine Familie ab diesem Zeitpunkt ständig bewacht wurden. Im gleichen Jahr wurde der Antimafia-Pool (pool antimafia; bei einem solchen Pool arbeiten mehrere Untersuchungsrichter gemeinsam an den Ermittlungen, sie teilen sämtliche Informationen gemeinsam, wodurch bei der Ermordung eines Mitglieds des Pools kein Wissen verloren geht) gegründet, in welchem unter der Leitung von Chinnici drei Richter (Falcone, Borsellino, Barrile) und zwei Kommissare (Ninni Cassarà und Beppe Montana) arbeiteten. Alle Mitglieder des Pools verlangten ausdrücklich eine Intervention des Staates, welche ausblieb.
Am 4. August 1983 wurde Rocco Chinnici durch eine Autobombe ermordet. Wenige Tage später kam Antonino Caponnetto aus Florenz, um seinen Platz im Antimafia-Pool zu übernehmen. Der Pool wollte eine Generalmobilmachung gegen die Mafia.
1984 wurde der mafiose Politiker Vito Ciancimino verhaftet, und Tommaso Buscetta gestand als sogenannter „pentito“ (wörtlich: Reuiger; Mafia-Aussteiger) seine Taten. „Don Masino“, wie ihn die Mafiosi nannten, wurde in São Paulo, Brasilien, verhaftet und an Italien ausgeliefert. Buscetta beschrieb sehr detailliert eine Mafia, von welcher man bis dahin wenig wusste.
1985 wurden innerhalb weniger Tage die Kommissare Giuseppe Montana und Ninni Cassarà von der Cosa Nostra ermordet. Falcone und Borsellino sowie deren Familien wurden in die Fremdenherberge des Hochsicherheitsgefängnisses auf der Insel Asinara transferiert, wo sie an den Beweiserhebungen für den Maxi-Prozess  zu schreiben begannen, in dem später über 300 Mafiosi verurteilt wurden.
Am 19. Dezember 1986 wurde Borsellino zum Prokurat von Marsala berufen. Durch seine gute Beziehung zu Falcone, der in Palermo blieb, konnte er den ganzen Westen Siziliens mit seinen Untersuchungen abdecken.
1987 verließ Caponnetto aus gesundheitlichen Gründen den Pool, und man erwartete die Nominierung Falcones. Der Oberste Richterrat Consiglio Superiore della Magistratura (CSM) sah es anders und es erwachte die Angst, dass man den Pool wieder abschaffen wolle. Borsellino erzählte überall über die Ereignisse im Prokurat Palermo, womit er Disziplinarmaßnahmen riskierte.
Am 31. Juli bekam Borsellino eine Vorladung des CSM und wiederholte die Anschuldigungen, was Ratlosigkeit hervorrief. Am 14. September wurde Antonino Meli aufgrund des höchsten Dienstalters zum Chef des Pools ernannt. Borsellino kehrte nach Marsala zurück, wo er zusammen mit einigen jungen Richtern weitere Untersuchungen führte. In jenen Tagen begann die Debatte über die Erschaffung einer Superprocura, einer nationalen Anti-Mafia-Behörde nach dem Vorbild des FBI. Falcone ging nach Rom, um die Leitung der Direktion für Strafrechtsfragen zu übernehmen, und drängte darauf, die Superprocura zu schaffen.
Borsellino verlangte die Versetzung auf das Prokurat von Palermo und wurde dort am 11. Dezember 1991 tätig. Am 23. Mai 1992 wurden beim Attentat von Capaci Giovanni Falcone selbst, seine Frau Francesca Morvillo, ebenfalls Richterin am Jugendgericht, sowie deren Leibwächter Antonio Montinaro, Vito Schifani und Rocco di Cillo ermordet.

### Attentat

Gedenkplakette an Falcone und Borsellino am Flughafen Palermo

Am 19. Juli 1992, nachdem er mit einigen Freunden zu Mittag gegessen hatte, begab sich Borsellino mit seiner Eskorte zur Via Mariano D’Amelio (⊙), wo seine Mutter lebte. Ein Fiat 126, der in der Nähe der Wohnung seiner Mutter parkte, explodierte und tötete außer Borsellino auch Emanuela Loi (die erste Frau in einer Eskorte), Agostino Catalano, Vincenzo Li Muli, Walter Eddie Cusina und Claudio Traina. Antonio Vullo überlebte als Einziger.
Durch Borsellinos Tod ging viel Wissen im Kampf gegen die Mafia verloren. So soll beim Attentat unter anderem seine „rote Agenda“ abhandengekommen sein, eine Zusammenstellung aller Termine und wichtigen Informationen, welche er immer bei sich trug. Rita Borsellino, Borsellinos Schwester, war bis zu ihrem Ableben am 15. August 2018 eine führende Aktivistin im Kampf gegen die Mafia.
Nach ihrem Tod wurden Borsellino und Giovanni Falcone durch die Umbenennung des Flughafens von Palermo in Aeroporto Falcone Borsellino und durch das Wandbild Falcone e Borsellino (2017) geehrt.

## Zitat
„Wer Angst hat, stirbt jeden Tag, wer keine Angst hat, stirbt nur einmal.“